# Traité d'Asebu
Le traité d'Asebu est conclu en 1612 entre les Provinces-Unies et la confédération des chefferies Asebu, à Asebu, sur la Côte de l'Or (actuel Ghana) en Afrique. Le traité est le premier parmi plusieurs conclus entre les Néerlandais et les chefferies de la Côte de l'Or. Il marque le début d'une période de 260 ans sous juridiction néerlandaise.

## Histoire
Bien qu'aucune copie du traité n'ait survécu, la signature du traité s'effectue en lien avec la construction de Fort Nassau près de Moree. L'histoire raconte que deux émissaires envoyés par le roi d'Asebu du nom de Carvalho et Marinho se seraient rendus en Europe, dans les Provinces-Unies afin de confirmer le traité. Le fait que les deux hommes ont des noms portugais suggère qu'ils sont des Luso-africains (en) chrétiens locaux. Les preuves de cette première ambassade africaine ne sont cependant que circonstancielles. Aucune preuve tangible ne permet d'affirmer que ces hommes aient effectivement rejoint l'Europe.
La conclusion de ce traité doit être considérée à la lumière de la trêve de Douze Ans (1609-1621) entre le Portugal, l'Espagne et les Provinces-Unies. Le traité qui découle de cette trêve interdit aux Néerlandais de commercer dans les zones occupées par l'Espagne ou le Portugal. Cependant, en 1612, les Portugais revendiquent toujours la Côte de l'Or sur base du traité de Tordesillas. 
En concluant le traité d'Asebu, les Hollandais établissent une première forme de protectorat qui met les territoires Asebu sous leur juridiction et leur permet de perpétuer leur activité commerciale active depuis 1590 en Côte de l'Or.

## Citations